# شهرستان بزنچوکسکی
شهرستان بزنچوکسکی (به لاتین: Bezenchuksky District) یک شهرستان در روسیه است که در استان سامارا واقع شده‌است.